# ستانلي هولينغسوررث
ستانلي هولينغسوررث (بالإنجليزية: Stanley Hollingsworth)‏ هو ملحن أمريكي، ولد في 27 أغسطس 1924 في بيركيلي في الولايات المتحدة، وتوفي في 29 أكتوبر 2003 في روكلين في الولايات المتحدة.